# Virginia Slims of Florida 1986
Virginia Slims of Florida 1986, також відомий під назвою VS of Florida, — жіночий тенісний турнір, що проходив на відкритих кортах з твердим покриттям у Кі-Бескейні (США). Належав до Світової чемпіонської серії Вірджинії Слімс 1985. Турнір відбувся увосьме і тривав з 27 січня до 2 лютого 1986 року. Перша сіяна Кріс Еверт-Ллойд здобула титул в одиночному розряді, свій третій підряд на цьому турнірі.

## Фінальна частина

### Одиночний розряд
Кріс Еверт-Ллойд —  Штеффі Граф 6–3, 6–1
- Для Еверт-Ллойд це був 1-й титул в одиночному розряді за сезон і 143-й — за кар'єру.

### Парний розряд
Кеті Джордан /  Елізабет Смайлі —  Бетсі Нагелсен /  Барбара Поттер 7–6, 2–6, 6–2

## Нотатки
1. ↑  Світова чемпіонська серія Вірджинії Слімс 1985 тривала з березня 1985 року до березня 1986-го.[1]